# Liste der Monuments historiques in Saint-Martin-le-Nœud
Die Liste der Monuments historiques in Saint-Martin-le-Nœud führt die Monuments historiques in der französischen Gemeinde Saint-Martin-le-Nœud auf.

## Liste der Bauwerke
| Bezeichnung            | Beschreibung   | Standort | Kennzeichnung | Schutzstatus | Datum | Bild |
| ---------------------- | -------------- | -------- | ------------- | ------------ | ----- | ---- |
| Schloss in Flambermont | Erbaut um 1800 |          | PA60000067    | Inscrit      | 2007  |      |

## Liste der Objekte
| Bezeichnung | Beschreibung          | Standort                        | Kennzeichnung | Schutzstatus | Datum | Bild |
| ----------- | --------------------- | ------------------------------- | ------------- | ------------ | ----- | ---- |
| Kapitell    | Kalkstein, um 1130/40 | in der Kirche St-Nicolas (Lage) | PM60005067    | Classé       | 1980  |      |